# Gregorio Álvarez, Mexiko
Gregorio Álvarez är en ort i Mexiko.   Den ligger i kommunen Putla Villa de Guerrero och delstaten Oaxaca, i den sydöstra delen av landet, 300 km söder om huvudstaden Mexico City. Gregorio Álvarez ligger 775 meter över havet och antalet invånare är 307.
Terrängen runt Gregorio Álvarez är kuperad åt sydväst, men åt nordost är den bergig. Runt Gregorio Álvarez är det ganska glesbefolkat, med 32 invånare per kvadratkilometer. Närmaste större samhälle är Putla Villa de Guerrero, 3,3 km väster om Gregorio Álvarez. I omgivningarna runt Gregorio Álvarez växer huvudsakligen savannskog.